# Dricksvattendirektivet
Dricksvattendirektivet, eller direktiv (EU) 2020/2184 (tidigare direktiv 98/83/EG och dessförinnan direktiv 80/778/EEG), är ett europeiskt direktiv som reglerar kvaliteten på dricksvatten inom Europeiska unionen. Direktivet utgör en del av unionens miljöpolitik. Det antogs ursprungligen av Europeiska gemenskapernas råd den 15 juli 1980 och skulle vara införlivat av medlemsstaterna den 17 juli 1982. Direktivet ersattes av ett nytt direktiv, direktiv 98/83/EG, som utfärdades av rådet den 3 november 1998. En omarbetning av det direktivet, direktiv (EU) 2020/2184, utfärdades i sin tur av Europaparlamentet och Europeiska unionens råd den 16 december 2020.
Direktivets mål är att skydda människors hälsa från de skadliga effekter som förorenat dricksvatten kan medföra. Därför innehåller direktivet en rad bestämmelser som syftar till att säkerställa att dricksvattnet i alla medlemsstater är hälsosamt och rent.
Dricksvattendirektivet är bindande för alla Europeiska unionens medlemsstater. Därutöver är det även bindande för Island, Liechtenstein och Norge genom EES-avtalet; i detta sammanhang är dessa länder och deras medborgare därför likvärdiga med unionens medlemsstater respektive unionsmedborgare.